# Illusions Play
Illusions Play ist eine 2011 gegründete Funeral-Doom-Band.

## Geschichte
Multiinstrumentalist Vitaliy Petrenko gründete mit der Keyboarderin und Sängerin Berrin Yahyaoglu Illusions Play im Mai 2011 als Nebenprojekt zu Anlipnes. Nach der Veröffentlichung des Demobands When My Ashes touch the Sun, beschloss das Duo Illusions Play als ihr Hauptprojekt fortzuführen. The Fading Light, das Debüt des Duos, erschien 2014 über das russische Label Fono Ltd. und wurde international lobend beachtet. Es biete als Album im Genre „keine Neuerung, [sei] aber eine Veröffentlichung, die über dem Durchschnitt der sonstigen Alben“ stehe. An anderer Stelle wurde der Gruppe attestiert eine gelungene Weiterentwicklung der Kombination aus Funeral Doom mit symphonischen Elementen darzubringen. So sei die „Art und Weise, […] für dieses Genre etwas anders,“ dennoch transportiere die Musik „Schwere, Trauer und Melodie.“ Ein Jahr nach ihrem Debüt veröffentlichte das Duo die EP Snowflakes im Selbstverlag.
Im Frühjahr 2021 kehrte die Band mit verändertet Besetzung nach langjähriger Aktivitätspause zurück. An der Single The Spaceless war Yahyaoglu nicht mehr beteiligt. Zur Veröffentlichung der Single kündigte die Band ein Album unter dem Titel The Empire of Desolation an, dass allerdings über Jahre nicht veröffentlicht wurde.

## Stil
Illusions Play spielten in ihren ersten Jahren Rezensenten zufolge einen symphonischen sowie atmosphärisch tragischen Funeral Doom, der durch den ätherischen Gesang von Yahyaoglu aus dem Gros des Genres hervorsteche und mitunter als Funeral-Hybrid mit Gothic Metal gelten könne.
Der klare Frauengesang wird, dem Schema des Gesangsmusters The Beauty and the Beast folgend, mit einer klar vortragenden Männerstimme und gutturalem Growling kombiniert. Die Atmosphäre und das Tempo bleiben dem Genre entsprechend düster, traurig, monoton und langsam. Als Instrumentierung werden häufig raumfüllende Synthesizerspuren, ein programmiertes Schlagzeug und ein variantenreiches Gitarrenspiel benannt. Dies Gitarrenspiel weise akustische und melodische Lead- sowie Riff-betonte Rhythmus-Passagen auf.
Die im Jahr 2021 veröffentlichte Single präsentierte einen veränderten Klang. Die Musik von The Sleepless wurde als „Funeral Doom mit symphonischen Hintergrund“ und einer zerstörerischen Atmosphäre besprochen.

## Diskografie
- 2011: When My Ashes Touch the Sun (Demo, Selbstverlag)
- 2014: The Fading Light (Album, Fono Ltd.)
- 2015: Snowflakes (EP, Selbstverlag)
- 2021: The Sleepless (Download-Single, Selbstverlag)
- 2024: Last Hours (Download-Single, Selbstverlag)